# Coñac

Los diferentes crus del coñac

El coñac (en francés: Cognac (escuchar)ⓘ) es un tipo de brandy que se elabora a partir del vino de uva blanca de las cepas cultivadas en los alrededores de la ciudad homónima, zona relativamente cálida del departamento francés de Charente. La caliza del suelo contribuye a la calidad del coñac, debiendo su exquisito sabor y fragancia a los métodos de destilación y maduración de al menos dos años en cubas de roble. El Armañac, que se produce en la región francesa de Armañac, es una bebida similar al cognac. La ciudad de Cognac es una de las tres regiones con denominación de origen dentro de la Unión Europea para elaborar brandy. Las otras dos son Armagnac y Jerez de la Frontera.
Existe una confusión extendida en España entre brandy y coñac. El brandy es el nombre genérico de un tipo de bebida, mientras que coñac es un tipo de brandy que procede de la región de Coñac, en Francia, el cual tiene un proceso específico tanto para su destilación (debe ser destilado como mínimo dos veces) como de selección de uvas destinadas a su producción. Al derivar del nombre francés de la ciudad de Cognac, se refiere a una denominación de origen registrada por Francia, como ocurre con el cava y con el champán, y debido a eso las empresas españolas no pueden emplear estos nombres. A pesar de ser una diferencia bastante clara, es habitual hablar de un "coñac de Jerez" cuando en realidad se quiere hablar de un Brandy de Jerez. Coñac es la palabra habitual en España para referirse a este tipo de bebidas desde 1780. No puede adoptar el nombre geográfico de Cognac o «coñac» ningún derivado de vino español o francés que no proceda de esa región del oeste de Francia, ya que el nombre está protegido por una denominación de origen controlada (AOC).

## Regiones de producción y definiciones legales
La región de Cognac (que es técnicamente una commune francesa en el département de Charente) está dividida en seis áreas de cultivo, también denominadas crus (en singular cru), que cubren por completo el departamento de Charente-Maritime, una gran parte del territorio de Charente y unas cuantas zonas de Deux-Sèvres y de la Dordogne. Los seis crus siguen ciertas denominaciones en orden descendente en la apreciación, según la zona de producción que le da su nombre: Grande Champagne, Petite Champagne, Borderies, Fins Bois, Bons Bois y Bois Ordinaires. Un coñac elaborado por el primero y segundo de estos crus (con al menos un 50 % de la Grande Champagne) se suele denominar fine champagne (el vocablo champagne proviene etimológicamente de un arcaísmo dado al suelo calcáreo, característica de ambas zonas).
Los aguardientes elaborados en estas áreas de Cognac deben cumplir unas reglas y requisitos para obtener la denominación de Cognac (bebida). Se controla y regula la producción, y si un aguardiente incumple la definición por fallo de algunos de sus requisitos, la oficina francesa del BNIC (Bureau National Interprofessionel du Cognac) puede retirar la definición de coñac para esa bebida. De esta forma, el brandy producido en cualquier parte del mundo fuera de Francia no puede ser denominado legalmente cognac según normativas válidas dentro de la Unión Europea. Algunas de las reglas para lograr la definición son:
- Debe ser producido exclusivamente en la región francesa autorizada para la producción del coñac (el departamento de Charente-Maritime, gran parte del departamento de Charente y algunas áreas designadas de los departamentos de Deux-Sèvres y Dordogne) con un vino procedente de ciertas variedades de uva.
- Debe ser obtenido a través de una doble destilación en alambiques de cobre de tipo Charentais (pot still en inglés).
- Debe ser envejecido en barriles de roble, proceso que le confiere el color y aroma característicos. Los barriles no pueden haber contenido una bebida que no sea coñac.

Muchos de los productores de coñac de la región homónima y de los alrededores planifican periódicamente visitas a las instalaciones para los ciudadanos de Cognac que quieran conocer de cerca los pasos de la producción, promoviendo catas colectivas dedicadas exclusivamente a los residentes de la región de Cognac.

## Proceso de producción

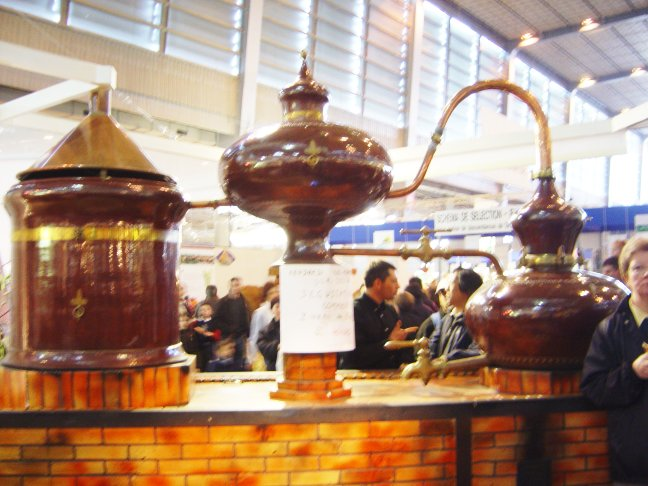
Alambiques de cobre para el destilado.

El coñac está elaborado a partir del aguardiente que se produce de la doble destilación de los vinos producidos en la región. El vino suele ser muy seco (poco contenido de azúcares), ácido, no necesariamente destinado a beber, pero con propiedades excelentes para el destilado. Se puede elaborar el vino de una lista cuidadosamente elegida de uvas. El vino pasa por un proceso de doble destilación en alambiques de cobre de tipo charentais o a repasse (denominados en inglés pot still). El diseño y las dimensiones de los alambiques están legalmente controlados. Tras las dos destilaciones, se obtiene un aguardiente incoloro con un contenido alcohólico de aproximadamente un 70 % de alcohol.
El coñac sólo puede ser vendido al público y denominado realmente 'Cognac', cuando ha pasado al menos dos años envejeciendo en barricas de roble, contados siempre a partir del final del periodo de destilación (1 de abril hasta el siguiente año tras su recolección). Durante el añejamiento, el porcentaje de alcohol (y agua) en el aguardiente disminuye a causa de la evaporación que permiten las paredes de las barricas de roble. Esta fase se denomina "part des anges", o parte de los ángeles, una expresión que se emplea igualmente en la producción de whisky escocés. El alcohol evaporado favorece la aparición de un hongo negro, Torula o Baudoinia compniacensis, que crece en las paredes de los barriles y suele frenar la evaporación, sellando los poros de las paredes de los barriles de envejecimiento. El producto final es una mezcla con 40 % de alcohol. Los productores de algunas marcas suelen añadir pequeñas proporciones de caramelo para colorear ligeramente los coñacs, por lo menos en una cantidad que no afecte al sabor final de la bebida.
Una parte del aguardiente producido en la región se utiliza para elaborar otra bebida llamada Pineau des Charentes, mezclándolo con mosto de uva. El coñac entra también en la composición del Grand Marnier.

## Tipos de coñac
El coñac no sigue envejeciendo una vez embotellado. Cuando el cognac es el resultado de un ensamblaje, la edad que aparece en la etiqueta es la edad del aguardiente más joven que se incluye. Por ello, un coñac de 10 años puede contener también coñacs de 15 o 20 años.
Las denominaciones oficiales del coñac según su tiempo de crianza son las siguientes: 
- VS (Very Special) o ✯✯✯ (3 estrellas): coñacs cuyo aguardiente más joven tiene al menos dos años de añejamiento en barricas.
- VSOP (Very Superior Old Pale) o Réserve: coñacs cuyo aguardiente más joven tiene al menos cuatro años de añejamiento en barricas.
- Napoléon, XO u Hors d'âge, también en algunas botellas tiene la leyenda VSOPXO (very superior old pale extra old): coñacs cuyo aguardiente más joven tiene al menos seis años de añejamiento en barricas.[2]

## Marcas de cognac

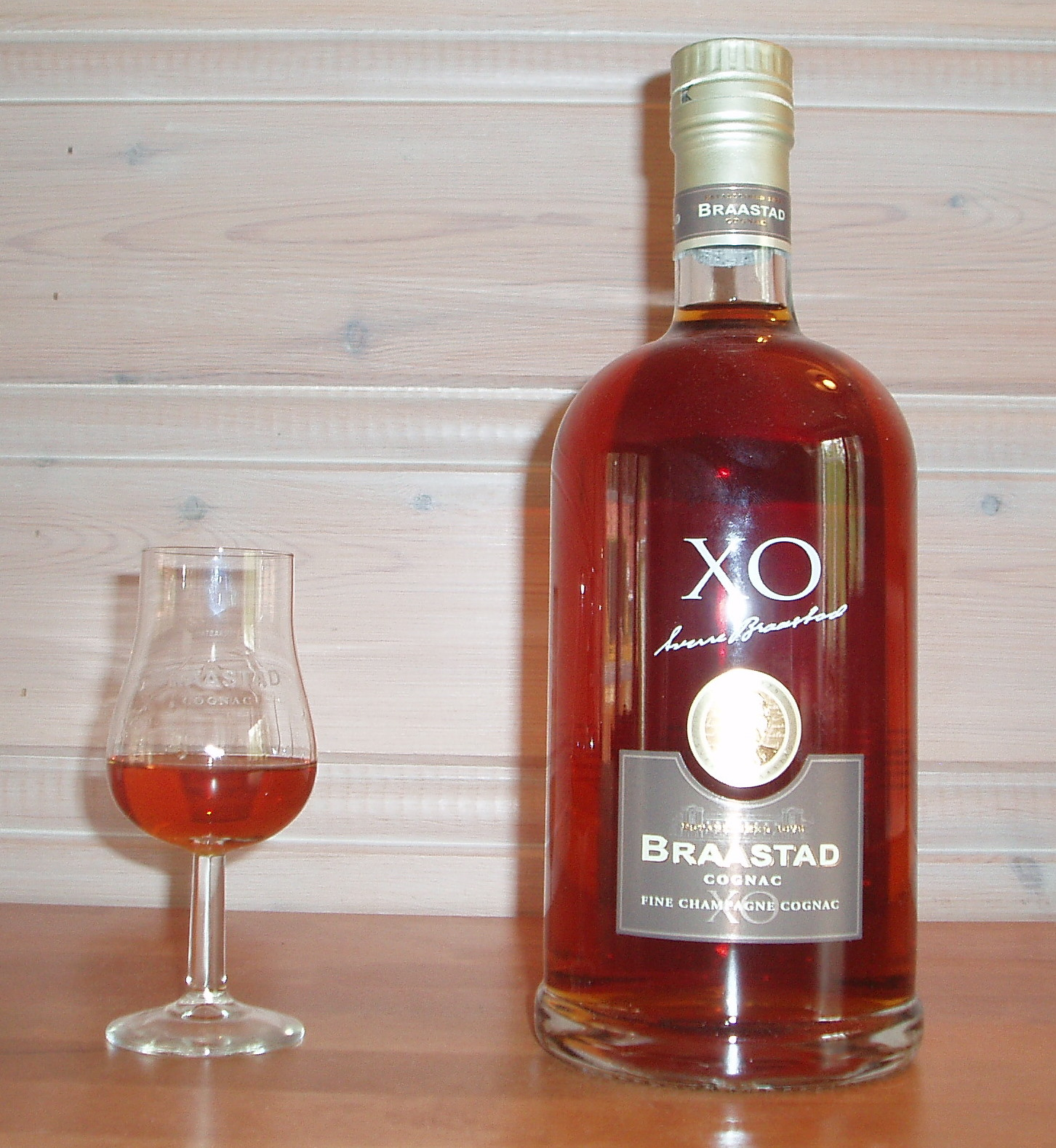
Cognac Braastad XO.

- A. E. Dor
- Bache-Gabrielsen
- Braastad
- Brillet
- Camus
- Chateau Beaulon
- Chateau Montifaud
- Chateau des Plassons
- Courvoisier
- Delamain
- Duquai Cognac
- Francet
- François Voyer
- Frapin
- Gaston de Casteljac
- Gautier
- Grönstedts
- Guerbé
- Hennessy
- Hine
- Jaques Delorme
- Jean Fillioux
- Kelt
- Landy
- Larsen
- Lautrec (cognac)
- Leopold Gourmel
- Louis Royer
- Maison Surrenne
- Maison de Saint-Jacques
- Maxime Trijol
- Martell
- Meukow
- Moyet
- Otard
- Paul Giraud
- Paul Monier
- Pierre de Segonzac
- Pierre Ferrand
- Planat
- Prince Hubert de Polignac
- Prunier
- Ragnaud-Sabourin
- Rémy Martin
- Tesseron